# Orgyia nubila
Orgyia nubila är en fjärilsart som beskrevs av Candeze 1927. Orgyia nubila ingår i släktet fjädertofsspinnare, och familjen tofsspinnare. Inga underarter finns listade i Catalogue of Life.